# NGC 7098
NGC 7098 ist eine Balken-Spiralgalaxie vom Hubble-Typ SBa im Sternbild Oktant am Südsternhimmel. Sie ist schätzungsweise 101 Millionen Lichtjahre von der Milchstraße entfernt und hat einen Durchmesser von etwa 130.000 Lichtjahren.
Das Objekt wurde  am 22. September 1835 von John Herschel entdeckt.